# Parque Ecológico da Lagoa da Jansen
O Parque Ecológico da Lagoa da Jansen, criado através da Lei 4.878 de 23 de junho de 1988, está localizado na área urbana do município de São Luís, na região nordeste do Brasil. O parque, com uma área de 150 ha, possui áreas de lazer para seus visitantes.

## Histórico
Está localizado na região noroeste do município, a 4 km do Centro Histórico, cercada pelos bairros São Francisco, Renascença I, Renascença II, Ponta d’Areia e Ponta do Farol, considerados de alto poder aquisitivo. Também fica próximo a praias de maior movimento, como a Praia da Ponta D'Areia.
A laguna da Jansen tem origem antrópica, ou seja, foi formada por intervenção humana. Anteriormente, a área era constituída de mangue, cortada pelo igarapé da Jansen e igarapé Jaracati, sofrendo influência da maré. Entretanto, com o processo de urbanização a partir da década de 1970, foi construída Ponte José Sarney, ligando os bairros São Francisco e Centro Histórico, viabilizando a ocupação da margem norte do rio Anil e da orla marítima.
Durante esse processo, foi construída a Avenida Maestro João Nunes (atual Avenida Ana Jansen), que liga o bairro do São Francisco à Ponta D’areia. Essa avenida passou sobre o Igarapé da Jansen, por meio de um aterro, formando uma barragem que deu origem à laguna, equivocadamente chamada de lagoa.
Posteriormente, foram sendo feitas ocupações imobiliárias no seu entorno, seja de alta ou de baixa renda (palafitas), ocasionando diversos problemas ambientais e necessitando de ordenamento do espaço. Havia projetos de aterramento da laguna e seu loteamento para construção de empreendimentos imobiliários. A Sociedade de Melhoramentos e Urbanismo da Capital S/A (SURCAP), empresa pública controlada pela Prefeitura de São Luís, chegado a lotear e vender ilegalmente, ao final dos anos 70, cerca de 50% da área do espelho d‟água da laguna.
Por seu seu valor estético, pelas pessoas que dela tiram o sustento, pela sociedade civil organizada e pela fauna/flora que a habitam, foi transformada em uma área de turismo, lazer e pesca artesanal, em 1988, ano em que se tornou um parque ecológico através da lei estadual nº 4.878/88.
O Parque Ecológico foi instituído por uma legislação anterior à Lei Federal 9.985/2000, que instituiu o Sistema Nacional de Unidades de Conservação (SNUC), não se enquadrando nas categorias de unidades de conservação estabelecidas pelo SNUC. A Lei  9.985/2000 estabeleceu o prazo de dois anos para que as unidades nessa situação fossem reavaliadas, mas a reavaliação do  Parque Ecológico da Lagoa da Jansen não ocorreu.
Em 2012, o parque foi transformado em uma Área de Proteção Ambiental (APA), mas, posteriormente, a justiça invalidou o decreto estadual.

## Caracterização
O parque tem uma área total de 150 ha, abrigando uma laguna com profundidade média de 1 metro e máxima de 3,5 metros, cercada de manguezais, árvores e arbustos.
A comunicação da laguna com o mar dá-se através de um canal de drenagem durante a preamar, por ocasião das marés altas, tendo sido colocados tubos abaixo da via.
O mangue é um tipo de vegetação que suporta inundações periódicas e altos índices de salinidade, sendo caracterizado por raízes aéreas extensas, que penetram fundo na lama trazendo oxigênio para suas profundezas e fornecendo superfície para fixação para diversas espécies de animais marinhos, protegendo a costa contra inundações, erosões e impactos das marés e contribuindo para a manutenção da linha da costa.

## Biodiversidade

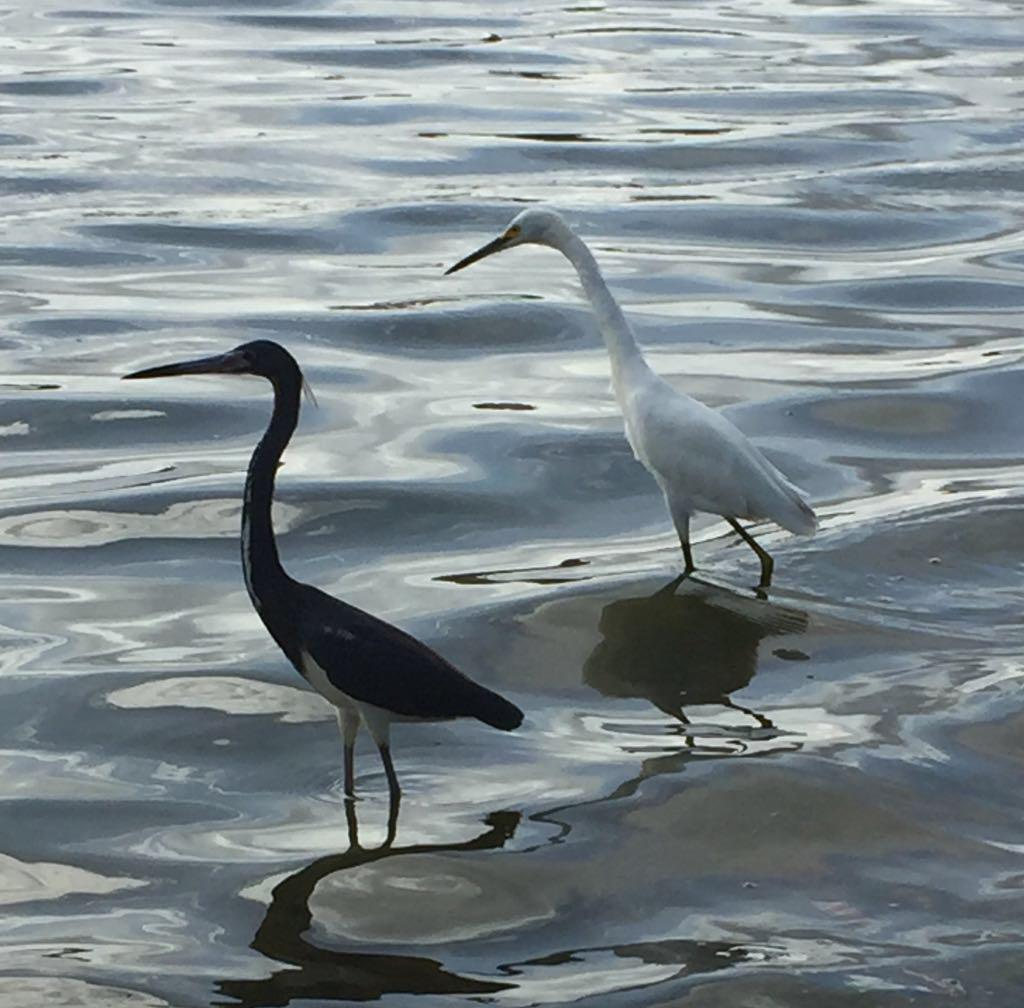
Garças na Lagoa

### Flora
Tem destaque na vegetação, o mangue-branco (Languncularia recemosa) e a siriba ou mangue preto (Avicennia germinnans e Avicennia schaueriana), além de vegetais das famílias Araceae, Arecaceae, Commelinaceae e Cyperaceae. Em meio à vegetação arbustiva pode ser visto o babaçu (Orbignya martiniana).

### Fauna
No parque, podem ser encontrados aves, mamíferos, peixes, moluscos, crustáceos e outros pequenos animais, como o caranguejo arborícola (Aratus pisonii), siris-azuis (Callinectes boucourti), o chama maré (Uca thayeri), urubarana (Elops saurus), camurim (Centropomus parallellus), xaréu (Caranx hippos), pampo (Trachinotus falcatus), curimã (Mugil liza) e camurupim (Megalops atlanticus), utilizados nas atividades pesqueiras de comunidades que vivem no entorno da Lagoa.

## Projetos
Considerada um dos principais cartões postais da cidade, a área da Laguna foi inserida no Plano Maior de Turismo, do governo estadual, com um programa de urbanização que contemplava recuperação sanitária, urbanismo e jardinagem, com a instalação de ciclovia, arena de beach soccer, quadras poliesportivas, um mirante, playground, quadra de tênis e uma concha acústica, a partir de 2001, ao custo R$ 53 milhões, ou seja, o equivalente a US$ 23 milhões.
Também foi inaugurada a Serpente da Lagoa da Jansen, escultura representando uma das lendas mais antigas e famosas de São Luís.
O local também oferece vários bares, restaurantes, boates, pizzarias, recebendo eventualmente shows musicais.
Em 2016, foi inaugurada a Praça da Lagoa, que conta com um parquinho para crianças.

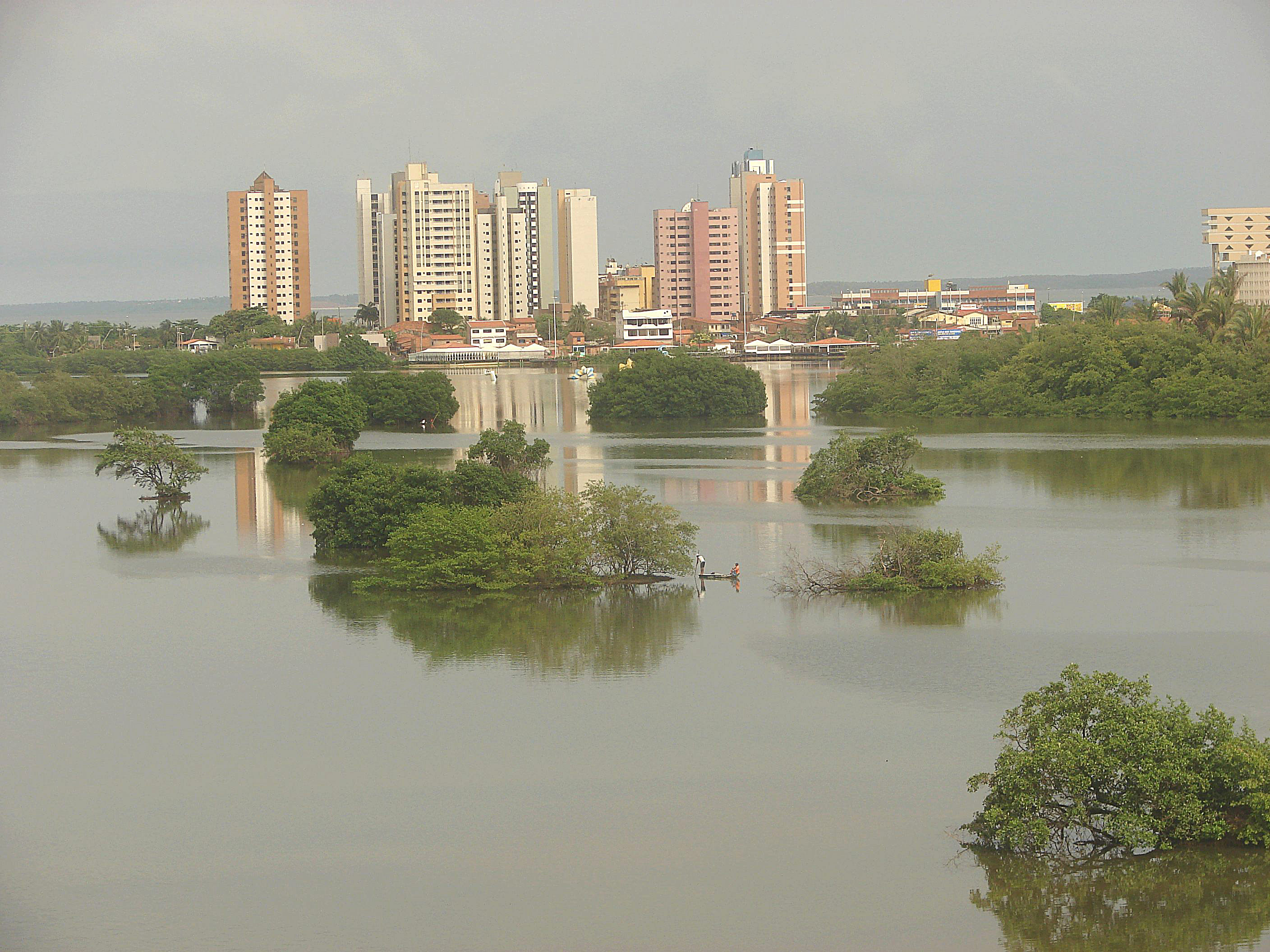
Prédios e a Lagoa

Também foi implantado um projeto para tentar eliminar os pontos de esgotos jogados na Lagoa em 2018, com a construção de rede coletora e de estações elevatórias, direcionando para a Estação de Tratamento de Esgoto (ETE) do Jaracati. Um das principais críticas ao local é o mau cheiro, mas estudos indicam que era causado não apenas pelo lançamento de esgotos, mas também pela elevada quantidade de matéria orgânica existente no fundo da Lagoa, proveniente dos manguezais mortos.
Há um projeto de concessão da área, para atração de investimentos para infraestrutura e despoluição da Lagoa, após diminuição de frequentadores no local e fechamento de estabelecimentos.

## Conservação
Um dos principais impactos ambientais sofridos pelo parque é a eutrofização provocada pelo lançamento de esgotos in natura, que levam à multiplicação de algas cianofíceas que sufocam e matam o zooplâncton e os animais, e cuja decomposição libera gases fétidos em grande intensidade.
A intensa urbanização provoca uma diminuição da área de vegetação, gerando impermeabilização de grande parte do solo, aumento do escoamento superficial, redução da recarga de aquíferos e da evapotranspiração, problemas de drenagem e assoreamento da Lagoa.
Em junho de 2022, a lagoa apresentou um baixo nível das águas, incomodando os moradores com o mau cheiro. O problema foi provocado pela falta de manutenção das comportas, que permitem a ligação da lagoa com o mar, ocasionando o escoamento das águas.

## Galeria

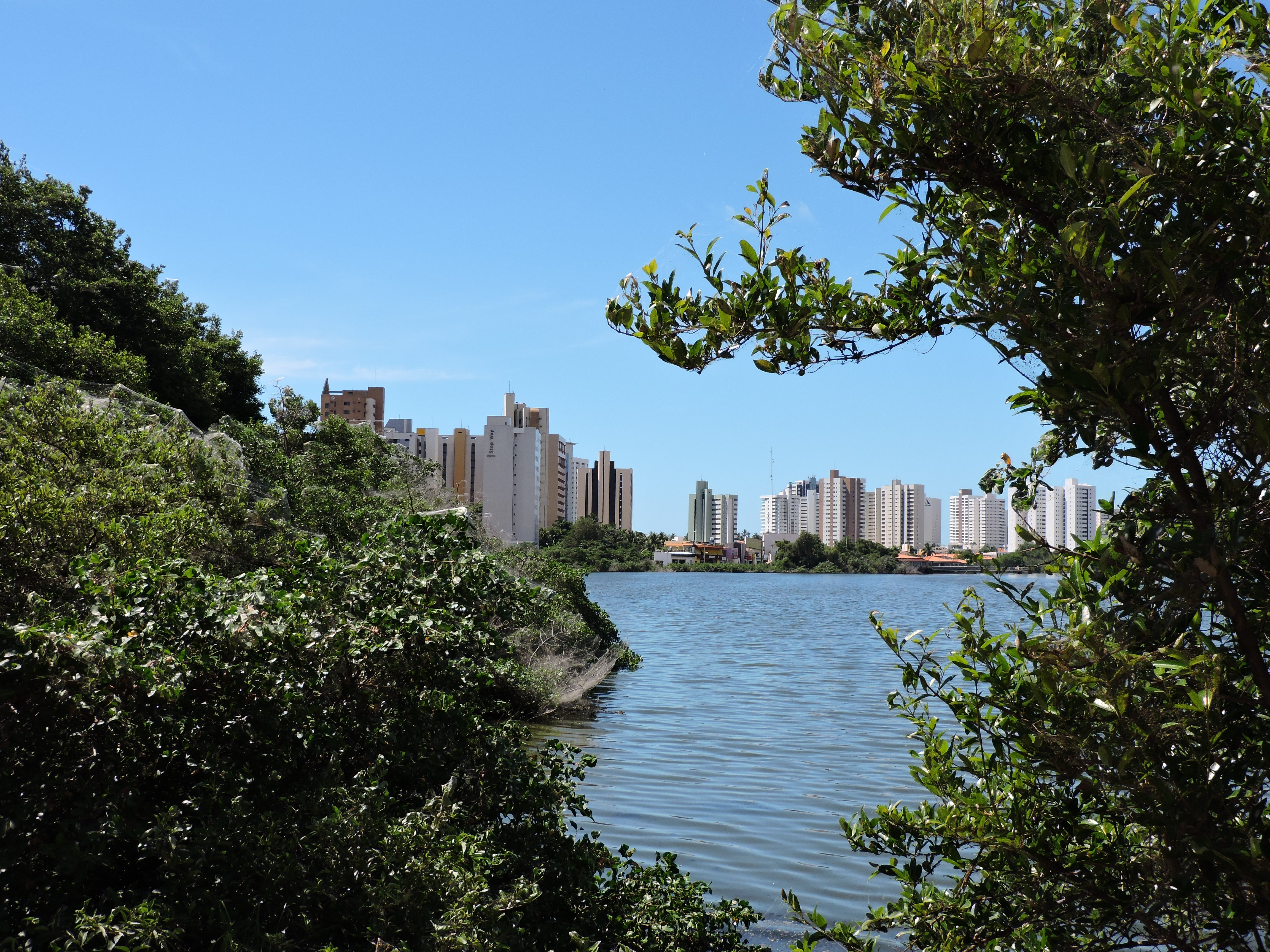
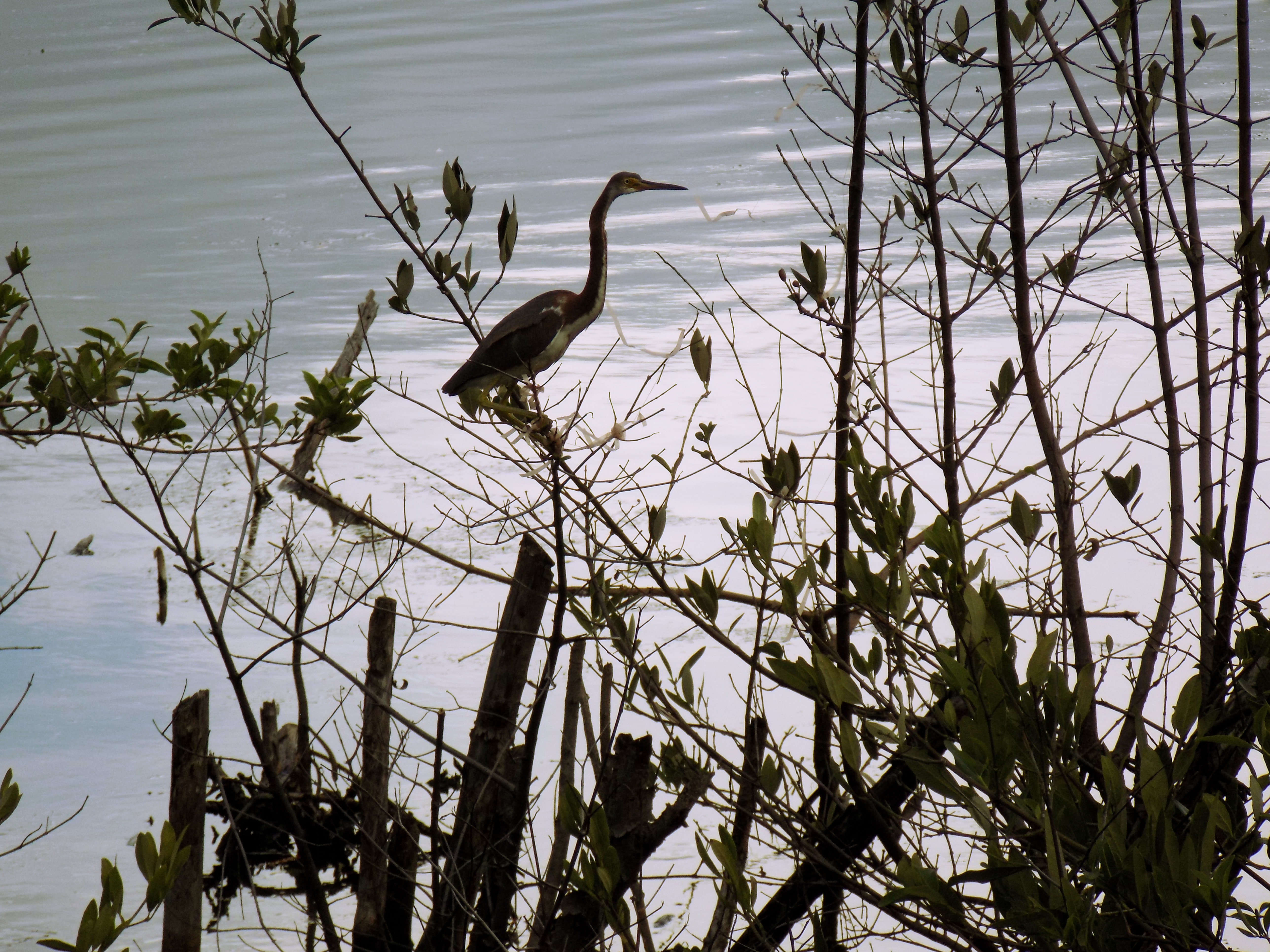
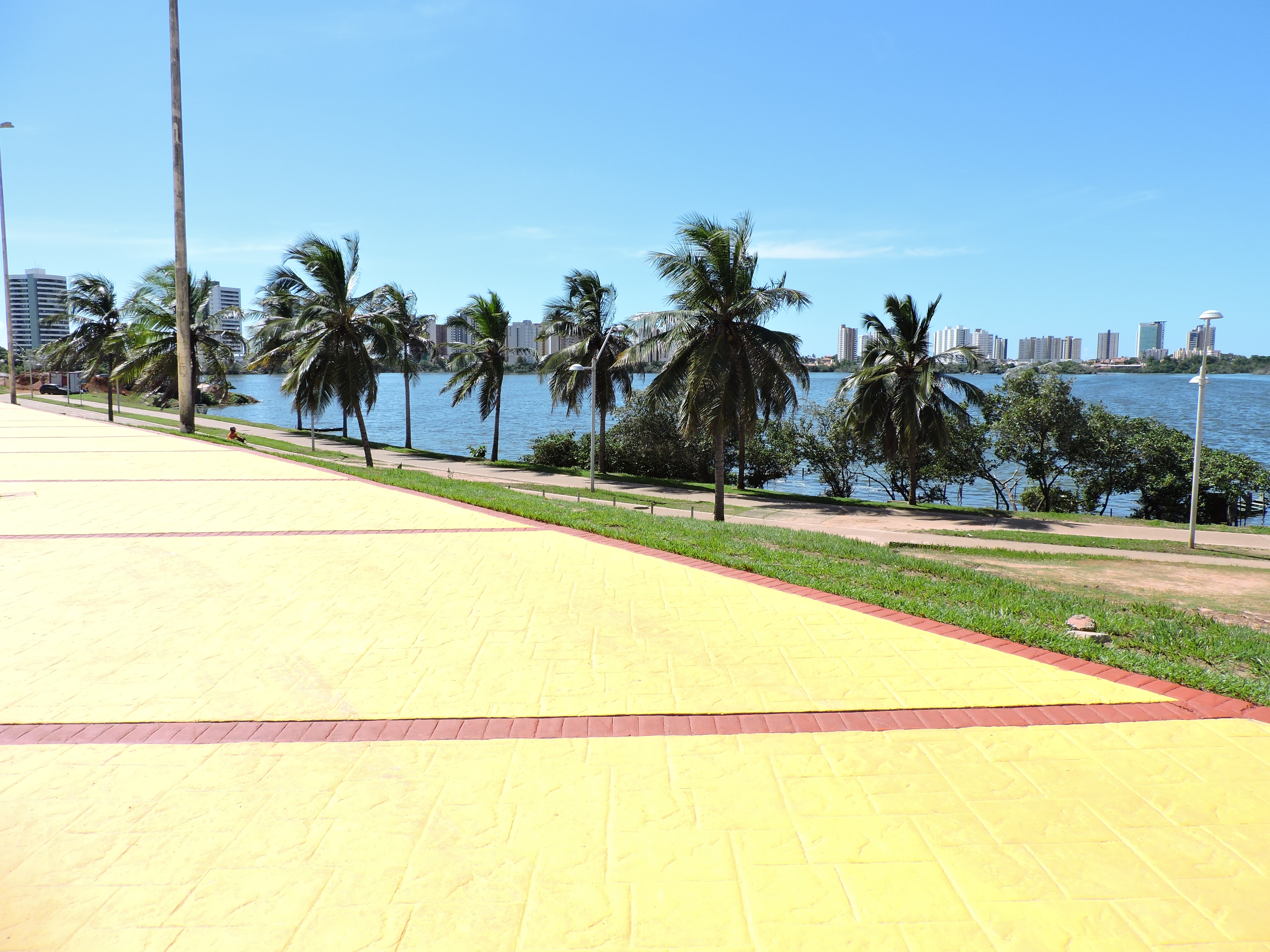
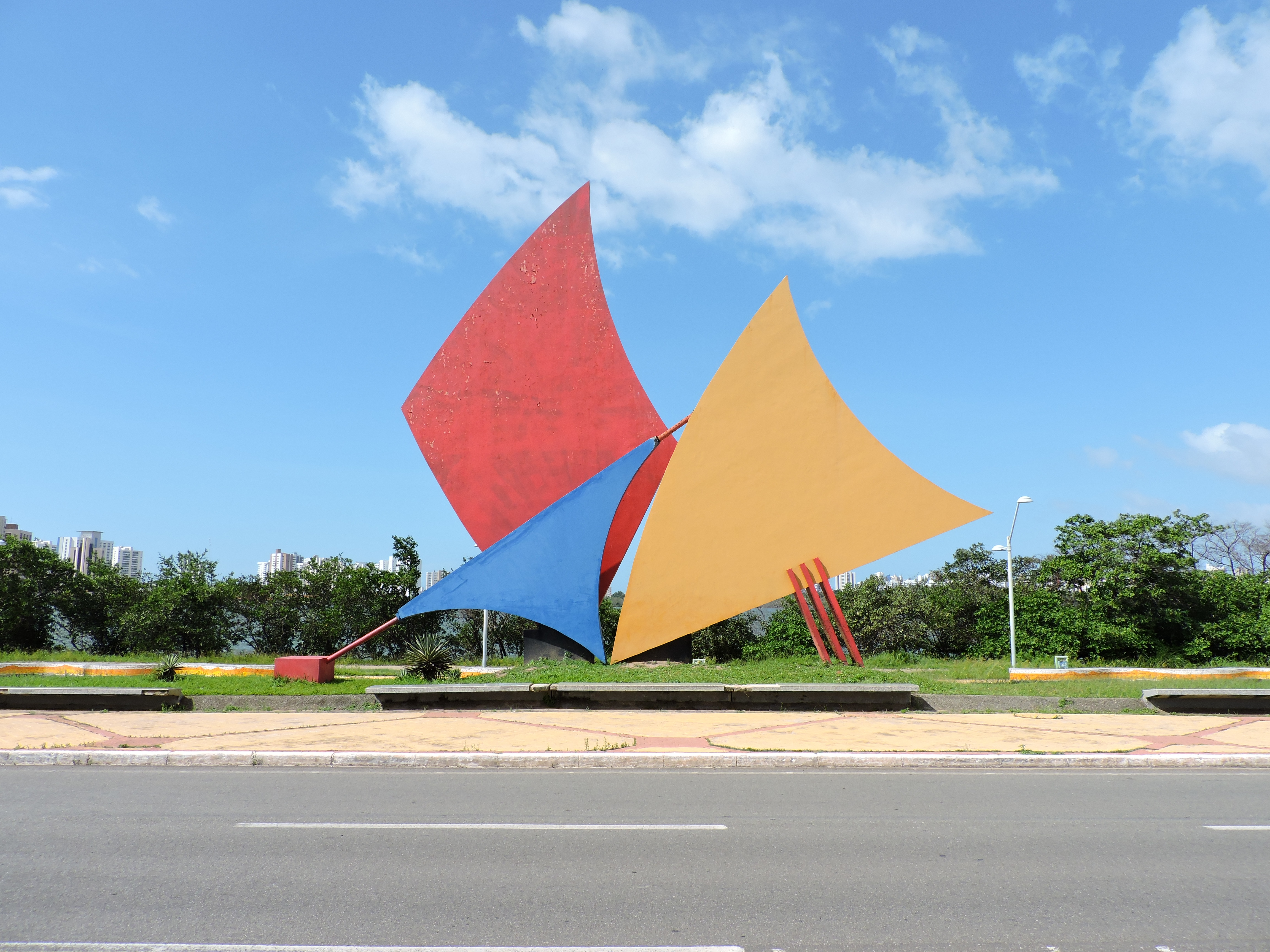
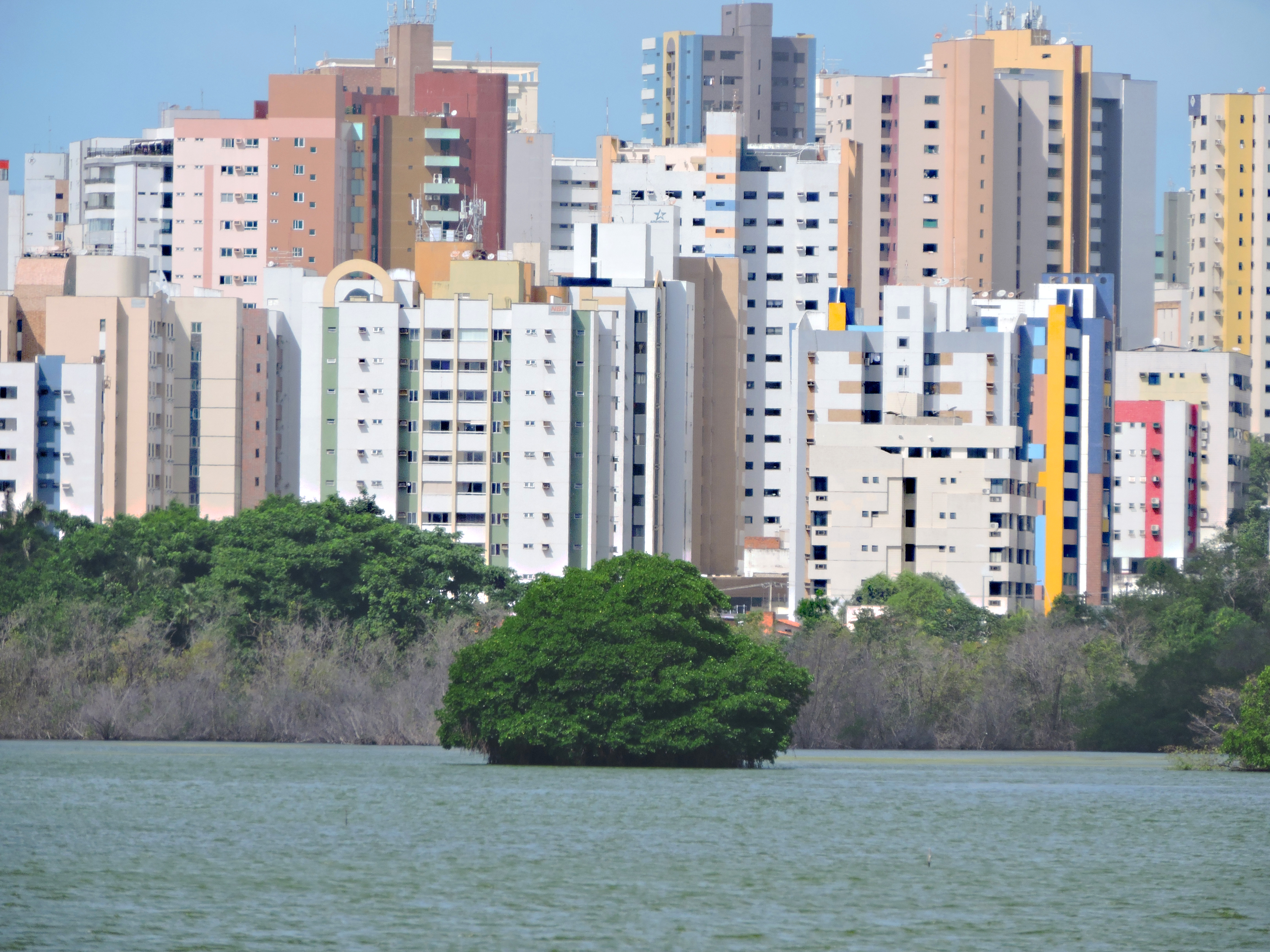
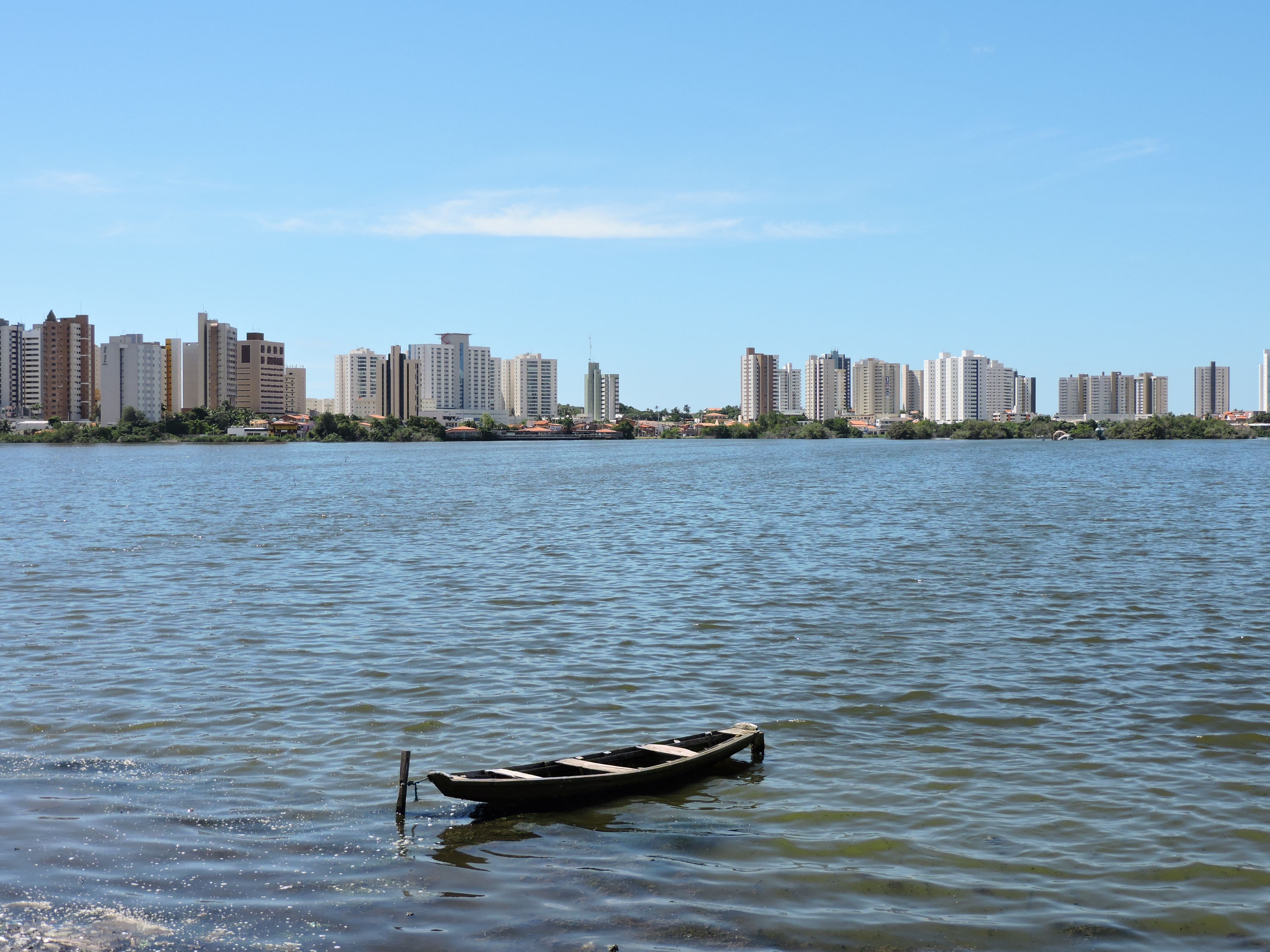
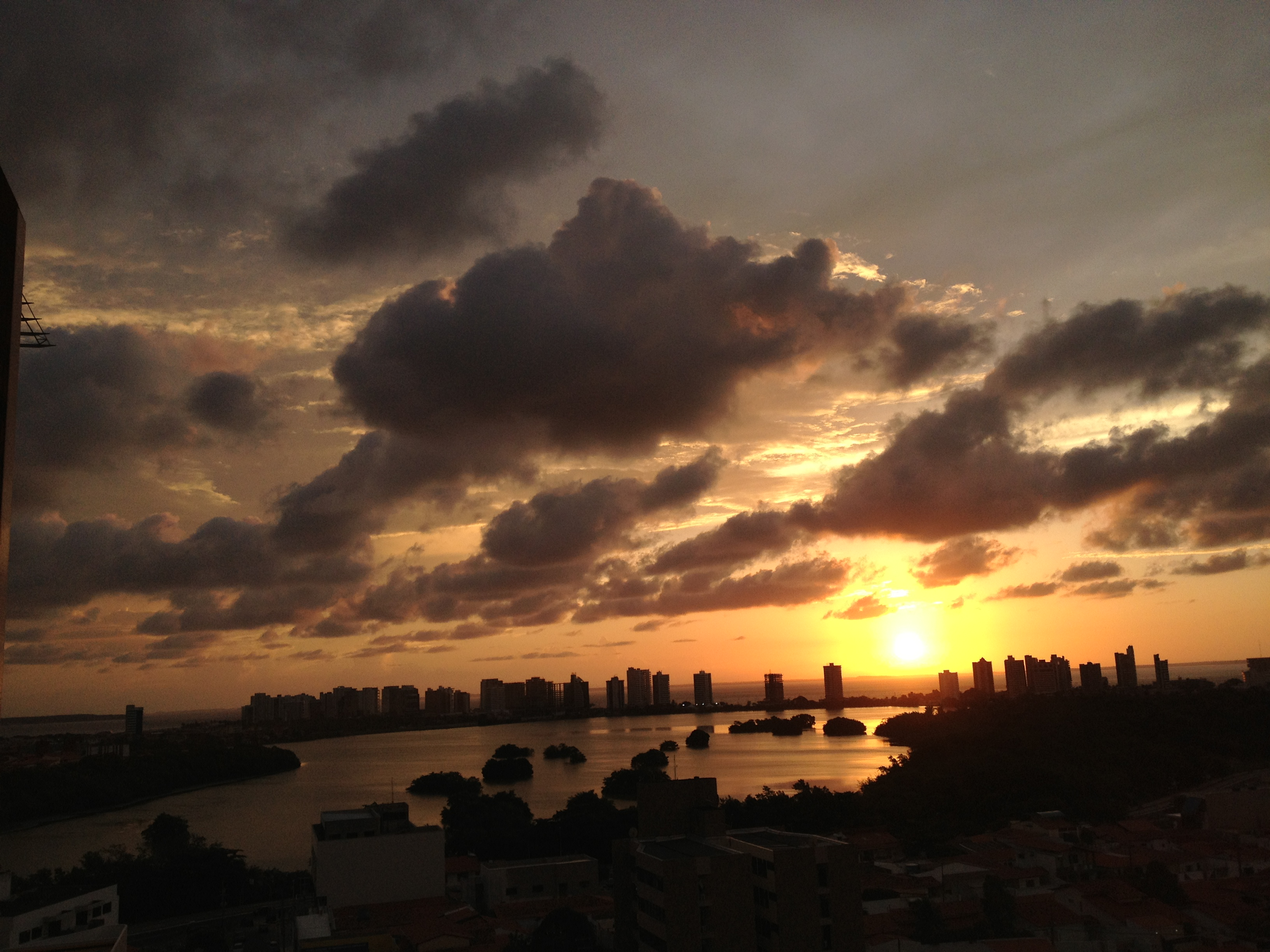
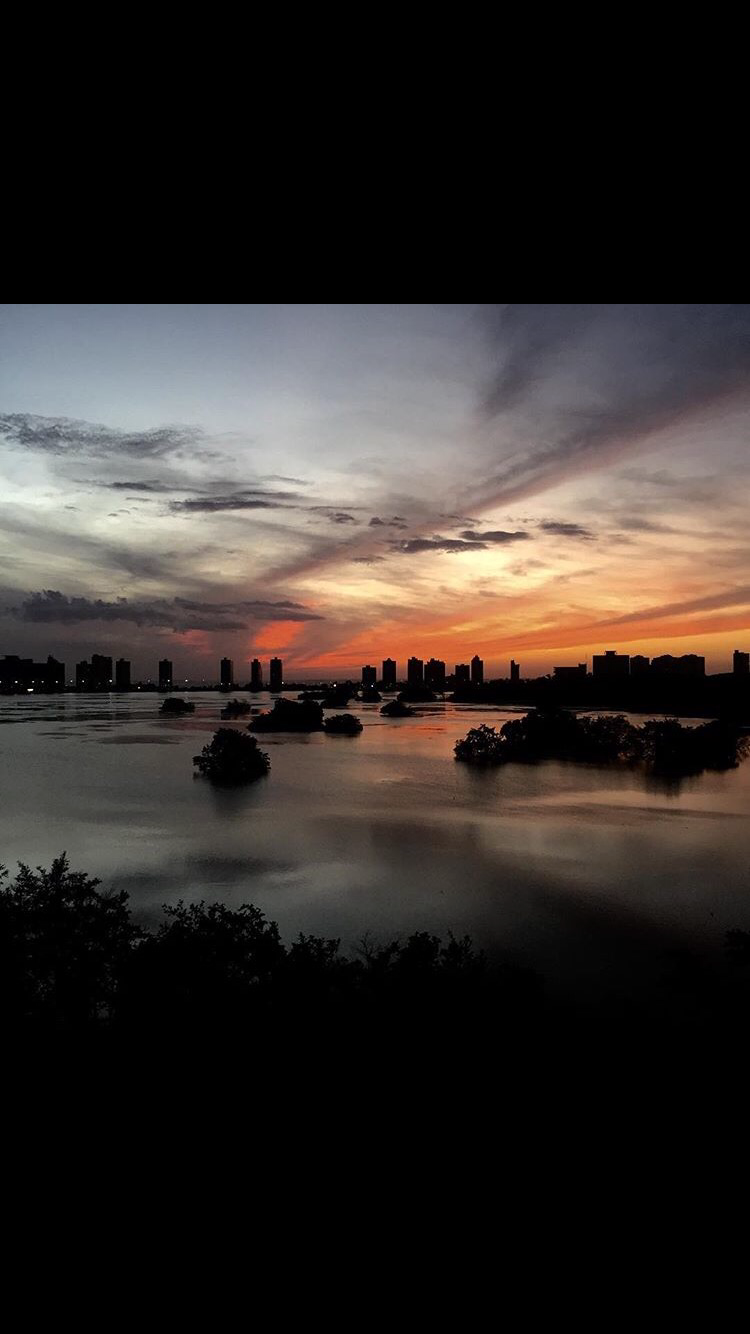
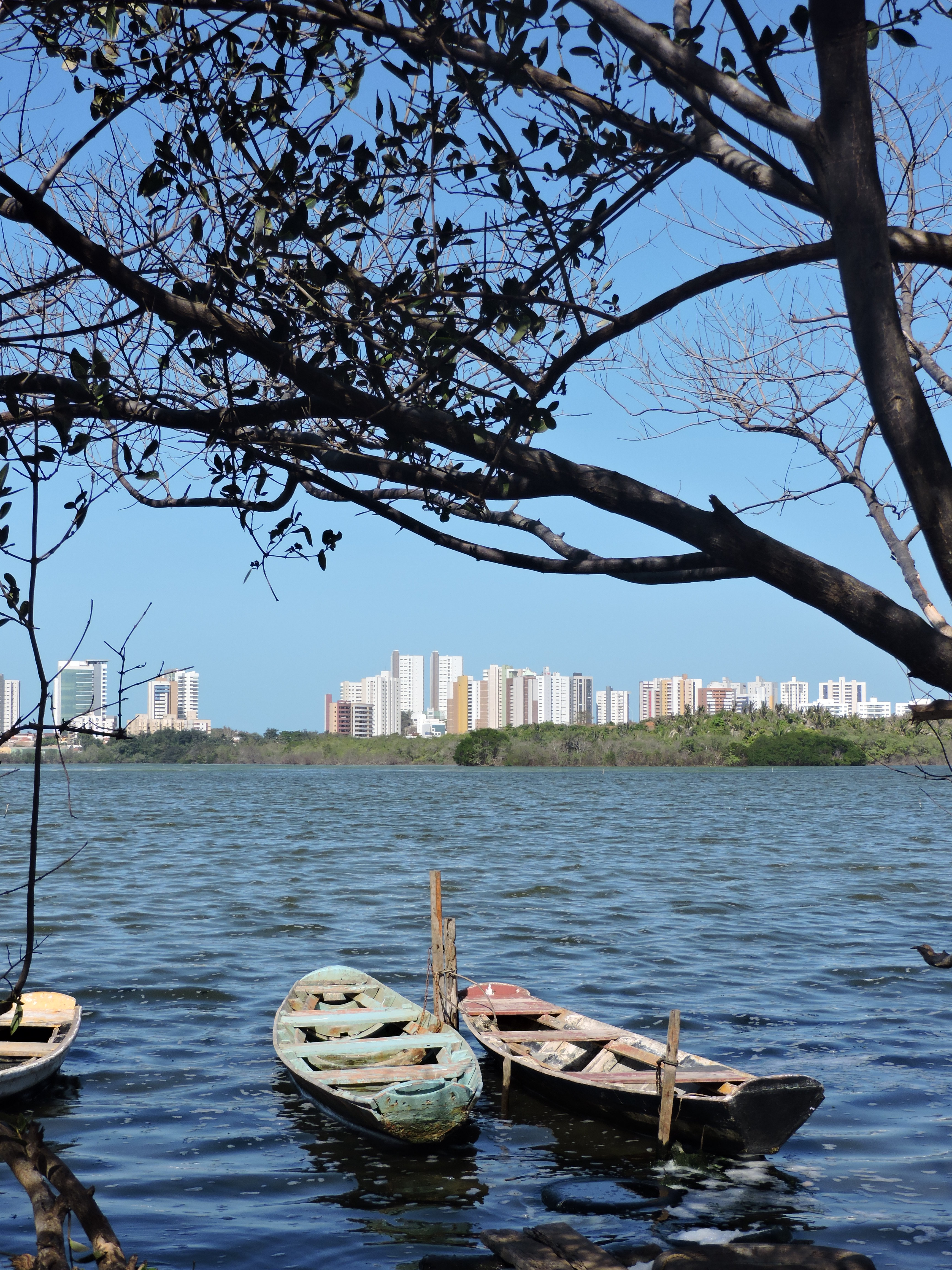